# 사라 헤갠

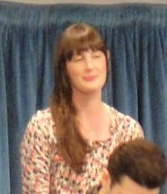

세라 헤이건(Sarah Hagan, 1984년 5월 24일 ~ )은 미국의 배우이다.
오스틴에서 태어났다.

## 출연 작품
- 썬 초크 (2015년)
- OJ: The Musical (2013)
- 더 모스트 펀 아이브 에버 해드 위드 마이 팬츠 온 (2012년)
- 제스 + 모스 (2011년) - 제스 역
- 스프링 브레이크다운 (2007년)

### 텔레비전
- 프릭스 앤 긱스 (1999-2000)
- 뱀파이어 해결사 (2002-03)
- 90210 (2011)